# Callicebus nigrifrons
Callicebus nigrifrons är en däggdjursart som först beskrevs av Johann Baptist von Spix 1823.  Callicebus nigrifrons ingår i släktet springapor och familjen Pitheciidae. IUCN kategoriserar arten globalt som nära hotad. Inga underarter finns listade.
Individerna når en kroppslängd (huvud och bål) av 30 till 39,5 cm, en svanslängd av 45,5 till 50 cm och en vikt av 1,0 till 1,65 kg. Pälsen kring det mörka och nästan nakna ansiktet är svartaktig. Andra delar av huvudet och bålen är täckta av prickig brunaktig päls. Däremot är underarmarna, händerna och fötterna åter svarta. Djuret har en rödbrun till orange päls på svansen.
Denna springapa förekommer i södra Brasilien i delstaterna São Paulo, Minas Gerais och Rio de Janeiro. Habitatet utgörs främst av fuktiga skogar. Liksom andra springapor äter Callicebus nigrifrons främst frukter. Ett monogamt föräldrapar och deras ungar bildar en liten flock.
Arten är aktiv på dagen och klättrar främst i träd. Fruktfödan kompletteras med frön, blad och ryggradslösa djur. Flocken har upp till 6 medlemmar och ett 21 till 48 hektar stort revir. Föräldraparet och ibland även äldre ungdjur skriker tillsammans (främst på kvällen) för att visa sitt anspråk. När en ny hanne får dominansen i flocken dödar den ibland den andra hannens ungar. Hannen deltar i uppfostringen av sina egna ungar genom att bära och skydda de.